# 駒澤李佳
駒沢 李佳（こまざわ りか、1982年6月7日 - ）は、日本の元女子フィールドホッケー選手。ポジションはMF。大阪府泉南市出身。アテネ五輪・北京五輪・ロンドン五輪ホッケー女子日本代表。

## 来歴
泉南市立泉南中学校卒業。1998年、羽衣学園高校1年次からホッケーを始め、高校3年次にインターハイ3位入賞。この活躍からユース日本代表に選ばれる。
その後、天理大学でも中心選手として活躍。2002年大学2年次に日本代表に選出され、2004年大学4年次にアテネオリンピック代表に選出、対アルゼンチン戦にてさくらジャパンにおける五輪史上初ゴールを決めている。
大学卒業後、グラクソ・スミスクライン女子ホッケー部に入部しチームではFWとして活躍。代表にも引き続き選ばれ続け、2006年ドーハアジア大会で準優勝、2008年北京オリンピックにも主力として出場した。2009年からさくらジャパン主将。
2010年からコカ・コーラウエストレッドスパークス（現・コカ・コーラレッドスパークス）に入団。ちなみにこの移籍は、2009年4月の移籍規定策定後、第1例である。2011年・2012年日本リーグ優勝の貢献し、同年度2年連続で最優秀選手賞を受賞した。2012年ロンドン五輪代表。
2012-13シーズンを以って引退する。